# Александър Вазов
Александър Георгиев Вазов е български режисьор и сценарист, сред пионерите на българското кино.
Роден е през 1900 година в София в семейството на офицера Георги Вазов. Негов син е режисьорът Януш Вазов, а дъщеря му Кристина Вазова е сценарист. Умира през 1972 година в София.
Преди да се занимава с кино, Александър Вазов играе футбол като вратар. Играл е за германския Берлинер Шпорт Клуб, като през 1920 г. става кръстник на клуба Спортклуб (София).

## Биография
Завършва Френския колеж в Пловдив. След това се подготвя за летец в авиационно училище в Австрия. Във Виена учи оптика в заводите на Карл Цайс. Постъпва в Технише дохшуле в Берлин. Там се запознава с видния режисьор Фриц Ланг, от когото силно се повлиява. Завършва и Мюнхенското фотоучилище, след което се отдава на музиката и заминава за Италия.
В Рим учи пеене при Кавалера Реале и записва курс по диригентство в „Санта Чечилия“. По това време открива фотоателие със скулптора Андрей Николов. Поради заболяване от грип обаче прекратява музикалната си дейност. След това пътешества в централна Европа, работи за Terra Film (Германия), Саша Филм (Австрия), Хуния филм (Унгария).
През 1928 г. се състои режисьорският му дебют на пълнометражен филм – документалният „В царството на розите“. През 1936 г. екранизира поемата „Грамада“ на чичо си Иван Вазов, като сам е сценарист и прави нейната адаптация за кино. Критиката определя филма като „плод на дръзка предприемчивост“, а за първи път в България се осъществява директен тон запис. Общо влага 3 милиона лева за заснемането на филма.
През 1939 г. режисира филма „Настрадин Ходжа и Хитър Петър“. Основава театър „Комедия“, предназначен за работнически посещения „на негова сметка“. След 9 септември 1944 г. е в ръководството на Съюза на българските филмови дейци, но не му е позволено да режисира.
През 50-те и 60-те години снима филмите „Владимир Димитров-Майстора“ (1955), „Български тютюн“ (1957), „Родно море“ (1962). Има епизодични роли във филмите Гневно пътуване и На чисто.

## Филмография
| Година | Заглавие                        | Бележки        |
| ------ | ------------------------------- | -------------- |
| 1928   | „В царството на розите“         | документален   |
| 1936   | „Грамада“                       | също сценарист |
| 1939   | „Настрадин Ходжа и Хитър Петър“ | също сценарист |